# Älvsbyn (comune)
Älvsbyn è un comune svedese di 8 340 abitanti, situato nella contea di Norrbotten. Il suo capoluogo è la cittadina omonima.

## Geografia antropica
Nel territorio comunale sono comprese le seguenti aree urbane (tätort):
| # | Località  | Popolazione |
| - | --------- | ----------- |
| 1 | Älvsbyn   | 5 042       |
| 2 | Vidsel    | 569         |
| 3 | Korsträsk | 397         |
| 4 | Vistträsk | 258         |

## Amministrazione

### Gemellaggi
- Fauske
- Haapavesi
- Monchegorsk